# تيد دنت
تيد دنت (بالإنجليزية: Ted Dent)‏ هو لاعب هوكي الجليد أمريكي، ولد في 5 نوفمبر 1969 في تورونتو في كندا.

## وصلات خارجية
- تيد دنت على موقع دوري الهوكي الوطني (الإنجليزية)
- تيد دنت على موقع EliteProspects.com (الإنجليزية)
- تيد دنت على موقع HockeyDB.com (الإنجليزية)